# Кагра
Кагра — река в России, протекает по Лоухскому району Карелии.
Вытекает из болот, направление течения — на запад. Устье реки находится в 26 км по левому берегу реки Пундомы. Длина реки составляет 16 км.
Река в общей сложности имеет один малый приток длиной 1,5 км.
Высота устья — 115,2 м над уровнем моря.

## Данные водного реестра
По данным государственного водного реестра России относится к Баренцево-Беломорскому бассейновому округу, водохозяйственный участок реки — Ковда от истока до Кумского гидроузла, включая озёра Пяозеро, Топозеро. Речной бассейн реки — бассейны рек Кольского полуострова и Карелии, впадает в Белое море.
Код объекта в государственном водном реестре — 02020000412102000000499.